# Deilir
Deilir är ett berg i republiken Island. Det ligger i regionen Västfjordarna, 230 km norr om huvudstaden Reykjavík. Toppen på Deilir är 614 meter över havet.
Runt Deilir är det glesbefolkat, med 8 invånare per kvadratkilometer. Närmaste större samhälle är Ísafjörður, omkring 15 kilometer sydost om Deilir. Trakten runt Deilir består i huvudsak av gräsmarker.